# Constitución de la República de Kosovo
La Constitución de la República de Kosovo es el documento aprobado por el Parlamento provisional de Kosovo el día de la declaración unilateral de independencia respecto a Serbia, con el objetivo de otorgar poderes de Estado al territorio kosovar, y regular el funcionamiento futuro de sus instituciones. La constitución entró en vigor el 15 de junio de 2008. Anteriormente, Kosovo se regía bajo los términos de un Marco Constitucional - sobre la base del Resolución 1244 del Consejo de Seguridad de las Naciones Unidas y ratificado en 2001 - que prevé para las instituciones provisionales del gobierno autónomo, se reserva la autoridad final a un Representante Especial del Secretario General de las Naciones Unidas. 
El gobierno de Serbia, que considera a Kosovo como parte de su propio territorio soberano y rechaza las reclamaciones de independencia, no acepta la nueva constitución. Las disputas y las cuestiones de soberanía surgieron a finales del siglo XX con la desintegración de Yugoslavia, de la cual Serbia ha formado parte.